# CSNS
Fonte de Espalação de Nêutrons da China ou CSNS ("China Spallation Neutron Source" em inglês), é uma fonte de neutrons baseada em aceleradores em Dongguan, no sul da China, operado pelo Instituto de Física de Altas Energias, configurado para abrir a usuários em 2018. O CSNS é a primeira instalação de fonte de neutrons nos países em desenvolvimento. O projeto foi aprovado pelo governo central chinês em 2005. A construção começou em 20 de outubro de 2011, com o comissionamento planejado para 2016 e a operação em 2018.
O CSNS é composto de um linac com energia modesta, mas expansível, de 80 MeV, um sincronismo de ciclagem rápida (RCS) de 1,6 GeV, dois feixes, uma estação alvo com um alvo de tungstênio sólido e três instrumentos para a primeira fase. Pesquisadores, em 28 de agosto de 2017, produziram um feixe de nêutrons pela primeira vez. Em 29 de janeiro de 2019, a CSNS alcançou um marco significativo ao operar sem problemas com uma potência de feixe de mais de 50 kW.